# Hepatostolonophora abnormis
Hepatostolonophora abnormis là một loài rêu tản trong họ Geocalycaceae. Loài này được (Besch. & C. Massal.) J.J. Engel & R.M. Schust. miêu tả khoa học lần đầu tiên năm 1979.